# Giuseppe Catalfamo
Giuseppe Catalfamo (* 5. Juli 1921 in Catania, Italien; † 22. Februar 1989 in Messina) war ein italienischer Erziehungswissenschaftler. Er war Professor für Pädagogik an der Universität Messina und vertrat einen historischen Personalismus.

## Pädagogische Idee Catalfamos
Catalfamo verstand Erziehung als Mittel zur Selbstgestaltung des Menschen. In seinem Werk „L’ideologia e l’educazione“ (Ideologie und Erziehung), unterschied er deutlich zwischen zwei möglichen Sichtweisen auf Erziehung: Zum einen dem „Philosophieren über Erziehung“ und zum andern der Sichtweise einer „Ideologisierung von Erziehung“ in ideologischen Pädagogiken.
Böhm führt in seiner „Geschichte der Pädagogik“ erläuternd zu Catalfamo aus:

„Während jenes offen und kritisch bleibt [also das Philosophieren über Erziehung], gerinnen diese [also die ideologischen Erziehungen] zu gesellschaftlich bedingten gedanklichen Apparaten. Von einer politisch-ideologischen Zwecksetzung her wird das Bestehende kritisiert und, weil es angeblich ‚wahre‘ Freiheit und ‚echte‘ Emanzipation verhindert, verworfen. Gegenüber einer als formalistisch, subjektivistisch oder individualistisch gescholtenen Pädagogik wird von einer inhaltlich klar bestimmten Vision der Gesellschaft her die Erziehung eines ‚neuen‘ Menschen legitimiert und in Angriff genommen. Dabei zieht sich diese Vorstellung von den utopischen Sozialisten (Robert Owen, Pierre-Joseph Proudhon u. a.) bis zu den totalitären Staats- und Parteipädagogiken des 20. Jahrhunderts (im Sowjetkommunismus, im deutschen Nationalsozialismus, im italienischen Faschismus und anderswo).“

Die weitere Erläuterung Böhms zu Catalfamo hebt hervor, welche Prägnanz Catalfamos Werk „Ideologie und Erziehung“ für die Betrachtung der neuzeitlichen Erziehungswissenschaft hat. Böhm erklärt:

„Eine von der Partei oder von einer Staatsdoktrin gelenkte Erziehung bedarf keiner philosophisch-pädagogischen Begründung; der Gedanke der Selbstbestimmung wird von ihr erstickt und die Erziehung weitgehend in Zucht und Disziplin aufgelöst.“

Dieses kurze Zitat macht deutlich, dass im Grunde jede Erziehung, die von einem Staat ausgeht und auf bestimmte Ziele zum Nutzen des Staates ausgerichtet ist, die Selbstbestimmung untergräbt. Die Person, die eigentlich Mittelpunkt der Erziehung sein und von der alles ausgehen sollte, wird nunmehr nur noch als Mittel für außerhalb von ihr stehende Zwecke missbraucht. Eine Erziehung zur Selbstgestaltung des Menschen die Catalfamo vorschwebt ist also genau betrachtet in keiner modernen Gesellschaft möglich, solange sich nichts Grundlegendes ändert.
Ein Beispiel dafür, dass die Erziehungs- und Bildungssysteme ideologisiert sind und die Person als Mittel zum Zweck missbraucht wird, ist die Bayerische Landesverfassung. In Artikel 131 ist unter „Ziele der Bildung“ Folgendes zu finden:

„(2) Oberste Bildungsziele sind Ehrfurcht vor Gott, Achtung vor religiöser Überzeugung und vor der Würde des Menschen, Selbstbeherrschung, Verantwortungsgefühl und Verantwortungsfreudigkeit, Hilfsbereitschaft und Aufgeschlossenheit für alles Wahre, Gute und Schöne und Verantwortungsbewusstsein für Natur und Umwelt.“

„(3) Die Schüler sind im Geiste der Demokratie, in der Liebe zur bayerischen Heimat und zum deutschen Volk und im Sinne der Völkerversöhnung zu erziehen.“

Passend zum Punkt (2) dieses Artikels ist folgendes Zitat Catalfamos anzuführen:

„Die Schule, in der Erziehung sich schlechthin abspielt, kann nicht in abstrakter Weise lehren, was das Wahre, das Gute oder das Schöne an sich ist, denn kein geschichtlich in der Erfahrung realisierter und nachweisbarer Inhalt verkörpert und erschöpft diese, aber sie soll die Absicht fördern, das Wahre zu suchen, das Gute zu tun oder das Schöne zu empfinden und damit eine geistige Spannung auslösen und einen persönlichen Eifer wecken: jene Spannung und jenen Eifer, den Platon mit dem Namen Eros bezeichnete.“

Im Unterschied zur Landesverfassung Bayerns, die hier nur ein Beispiel unter vielen möglichen darstellt, stehen für Catalfamo keine festen Bildungsziele fest, da sich jede Person kraft ihrer Vernunft, Freiheit und Sprache selbst Ziele setzen kann. Dieses Prinzip der Selbsttätigkeit ist Grundstein von Catalfamos Erziehungsidee und stellt die Person in den Mittelpunkt, so dass sie sich im Geiste Giovanni Pico della Mirandolas selbst ihren Platz in der Welt suchen kann.

## Schriften
- Winfried Böhm (Hrsg.): Ideologie und Erziehung (= Internationale Pädagogik. Band 9). Königshausen und Neumann, Würzburg 1984, ISBN 3-88479-182-6 (italienisch: L’ideologia e l’educazione. Messina 1980. Übersetzt von Liselotte Reich-Coregliano).